# Megalopole v Kalifornii
Jako hlavní městské oblasti Kalifornie bývají normálně označovány dvě velké megalopole: jedna v severní Kalifornii a jedna v jižní Kalifornii; tyto megalopole jsou od sebe vzdáleny 615 km (vzdálenost Los Angeles od San Francisca). Mezi nimi se nachází řídce osídlená území – Central Coast, Central Valley a Transverse Ranges. Jiné koncepty pojednávají o jediné megalopolis zahrnující jak sever, tak jih nebo rozdělení na pobřežní Kalifornie vs. vnitrostátní Kalifornie. Tyto regionální návrhy jsou obvykle založeny spíše na geografických, kulturních, politických a environmentálních rozdílech než na propojenosti dopravy a infrastruktury s hranicemi.

## Alternativní pojetí kalifornské megalopole
Futuristé Herman Kahn a Anthony Wiener vytvořili v roce 2000 jméno SanSan pro megalopoli v Kalifornii podél pobřeží jako narážku na San Diego a San Francisco. Toto území podél pobřeží nezahrnuje areály Sacramento a Inland Empire.
Článek Beyond Megalopolis, od Virginia Tech z Metropolitního Institutu, pojednává o dvou megalopolitních oblasti, které sahají od Kalifornie do Nevady: NorCal, který zahrnuje Reno, Nevadaskou oblast a Southland, který obsahuje Los Angeles, Inland Empire a San Diego a zahrnuje metropolitní Las Vegas.
America 2050, organizace sponzorovaná společnostmi Rockefeller a Ford Foundations, uvádí výskyt 11 megaregionů ve Spojených státech a Kanadě. Patří sem megaregiony jižní a severní Kalifornie, v nichž jižní Kalifornie zahrnuje Los Angeles, San Diego – Tijuana, Inland Empire a Las Vegas Valley.
Žádný z vynalezených termínů pro kalifornskou megalopoli nikdy nedosáhl popularity, protože široká veřejnost neprojevovala potřebu rozlišovat kalifornské megalopole od Kalifornie jako celku ani nejevila zájem odlišovat metropolitní oblasti jako San Francisco Bay Area nebo oblast Los Angeles.

## Region
Kalifornie je propojená dálnicemi Interstate 5, U.S. 101, State Route 99 a State Route 9, které začínají na hranici mezi USA a Mexikem, Los Angeles, poblíž Bakersfieldu a jižní oblasti Orange County, a končí na hranici Oregonu (mezi Yreka a Ashland), oregonské hranice (mezi městy Crescent a Brookings), Red Bluff a severní oblastí Mendocino. Kalifornská vysokorychlostní železnice, první skutečná vysokorychlostní železniční síť v USA, plánuje spojit Sacramento a oblast zálivu s Los Angeles a San Diegem s vysokorychlostními vlaky schopnými dosahovat rychlosti až 350 km/h ze San Francisca do Los Angeles za dvě a půl hodiny. Výstavba byla započata novým terminálem San Francisco Transbay v srpnu roku 2010. Podle sčítání lidu 2010, kombinovaná populace ve všech metropolitních oblastech Kalifornie je zhruba 28,9 miliónů (kromě San Diega, Rena a Las Vegas), přibližně 9,37 % z celkové populace USA, zatímco odhadovaný počet obyvatel Kalifornie tvoří 44,2 miliónů (v roce 2017).
Koncept megalopole zahrnuje kombinaci megaregionů v severní Kalifornii (složené z většiny regionů kromě krajů extrémní severní Kalifornie a východní Kalifornie z Modocu, Lassenu, Plumasu, Mona a Inya) a jižní Kalifornii (složené z celého regionu kromě okresu Imperial) a rozprostírá se do Baja California a Nevady s každým navrhovaným megaregionem zahrnujícím metropolitní oblast Reno, metropolitní Las Vegas a Tijuanu.
V severní Kalifornii se nachází 21 okresů, které jsou součástí metropolitních oblastí, zahrnující jednu v Nevadě, do sféry vlivu patří dalších 17 sousedních okresů a čtyři okresy Nevady. V současnosti jsou všechny tři metropolitní regióny v severní Kalifornii (Bay Area, Greater Sacramento a Metropolitan Fresno) propojené. Jeden z metropolitních regionů každé části státu však hraničí s jedním ze dvou metropolitních regionů Nevady, Sacramento hraničící s Renem a Los Angeles hraničící s Las Vegas.
V jižní Kalifornii je 8 okresů a obcí Los Angeles, Inland Empire a San Diega-Tijuana. Okres Kern a dva okresy Nevady spadají do sféry vlivu Los Angeles, zatímco oblast Imperial County a Mexicali sa nacházejí v rámci sféry vlivu San Diego-Tijuana.
Kalifornské megalopole s oběma severními a jižními megaregiony by obsahovaly 3 z 10 největších měst USA, ze kterých bude každé mít více než 1 milion obyvatel a 9 z 50 největších měst v USA, ze kterých je většina největším megaregionem v kraji. V globálním měřítku by megapolitní oblast obsahovala 3 z 50 největších měst v Americe. Největší města v sestupném pořadí jsou: Los Angeles, San Diego, Tijuana, San Jose, San Francisco, Mexicali, Las Vegas, Fresno, Sacramento, Long Beach, Oakland, Bakersfield, Anaheim a Santa Ana.

### Severní Kalifornie

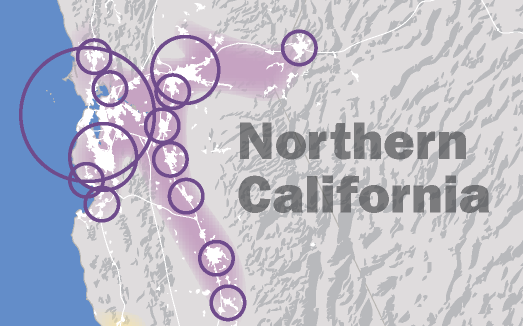
Severní Kalifornie Megaregion

Kalifornská ekonomika je největší ze všech států ve Spojených státech a je čtvrtou největší ekonomikou na světě. V Megaregionu severní Kalifornie se nachází Silicon Valley kde sídlí významné společnosti jako: Cisco Systems, Apple Inc., Oracle, EBay, Yahoo!, Facebook, YouTube, Google a Hewlett Packard. Dále finanční čtvrť v San Franciscu, která je sídlem různých významných finančních a obchodních firem jak jsou např.: VISA, Wells Fargo a Union Bank of California a je druhou největší finanční čtvrtí ve Spojených státech po New Yorku. Vinařská země a velká část z Centrálního údolí, jsou jedny z nejproduktivnějších zemědělských oblastí na světě a vyprodukuje se v nich až 8 % celkové úrody v USA. V regionu jsou umístěny významné instituce, jako jsou například: odvolací soud Spojených států pro devátý okruh, Federální rezervní banka v San Franciscu, mincovna USA nebo kalifornský státní capitol a kalifornský nejvyšší soud. V Oblasti zátoky se nachází nejvíce milionářských domácností a je zde největší koncentrace miliardářů ve Spojených státech.

### Jižní Kalifornie

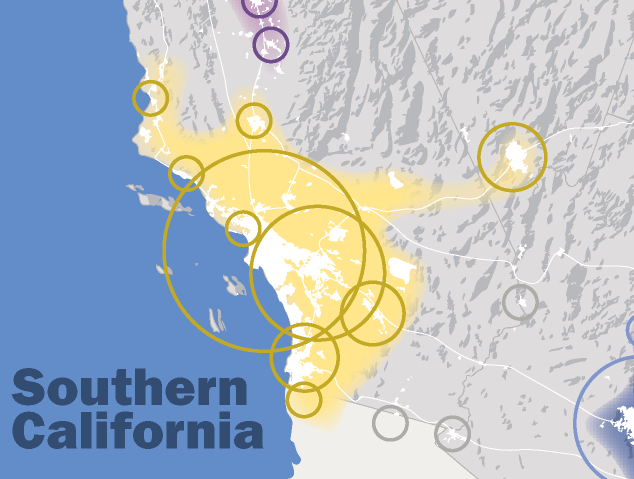
Jižní Kalifornie Megaregion

Megaregion jižní Kalifornie je také velmi důležitým hospodářským střediskem v USA. Nacházejí se zde 2 nejrušnější kontejnerové přístavy v USA (přístav v Los Angeles a přístav v Long Beach). Region je globálním centrem zábavního průmyslu a je světovým producentem filmového, televizního a hudebního průmyslu. V Hollywoodu mají svá studia a sídla světové společnosti jako The Walt Disney Company, ABC, Sony Pictures, Warner Bros., Universal Studios, MGM, Paramount Pictures nebo 20th Century Fox. Jižní Kalifornie je již dlouho předním regionem v USA v oblasti letectví a letectví a je jedním z pěti nejvýznamnějších regionů v USA pro odvětví hi-tech technologií.
Jižní Kalifornie je také jedním z největších turistických center na světě díky svým slavným plážím, zábavním čtvrtím jako LA Live a Sunset Boulevard a zábavním parkům včetně Disneylandu, Knott's Berry Farm a Universal Studios Hollywood. San Diego je důležité přístavní město, průmyslové a obchodní středisko s významným centrem pro stavbu lodí. Má prosperující odvětví cestovního ruchu, mnoho výzkumných institucí, velký biomedicínský / biotechnologický průmysl. Las Vegas je největším městem v Nevadě, druhým největším herním centrem po Macau a jedním z nejrychleji rostoucích velkých měst a metropolitních oblastí ve Spojených státech.

## Pobřežní a vnitrozemská Kalifornie
Rozsáhlá, relativně řídce osídlená oblast střední Kalifornie vyvrací tvrzení, že Kalifornie tvoří jedinou megalopoli. Severní a jižní region se však nadále rostou směrem proti sobě, avšak většina této nedávné urbanizace neprobíhá podél samotného pobřeží, ale dále ve vnitrozemí podél severojižní osy probíhající přes střední oblast státu, v regionech Central Valley, Antelope Valley, Inland Empire a San Joaquin Valley, jedná se o relativně cenově dostupnější oblasti, které jsou stále suburbanizovány, protože jsou v dojíždějící vzdálenosti od největších pobřežních pobřežní měst. Nachází se tu větší města jako Stockton, Fresno nebo Bakersfield